# کیم کیونگ-سوک
کیم کیونگ-سوک (انگلیسی: Kim Kyung-seok؛ زادهٔ ۲۳ ژوئن ۱۹۷۲) بازیکن هاکی روی چمن اهل کره جنوبی بود.
از افتخارات وی میتوان به کسب مدال نقره در بازی‌های المپیک تابستانی ۲۰۰۰ اشاره‌کرد.